# Wanutunggal
Wanutunggal is een bestuurslaag in het regentschap Grobogan van de provincie Midden-Java, Indonesië. Wanutunggal telt 1592 inwoners (volkstelling 2010).